# Arquitetura maia
A arquitetura maia abarca vários milênios; ainda assim, mais dramática e facilmente reconhecíveis como maias são as fantásticas pirâmides escalonadas do final do período pré-clássico em diante.  Durante este período da cultura maia, os centros de poder religioso, comercial e burocrático cresceram para se tornarem incríveis cidades como Chichén Itzá, Tikal e Uxmal. Devido às suas muitas semelhanças assim como diferenças estilísticas, os restos da arquitetura maia são uma chave importante para o entendimento da evolução de sua antiga civilização.

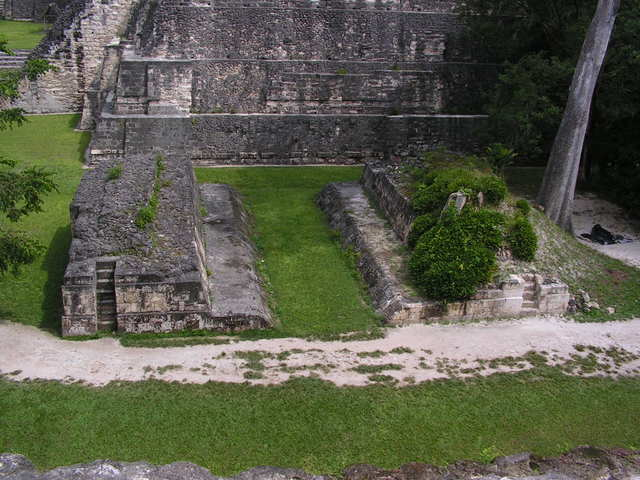
Campo de jogo de bola em Tikal, na Guatemala

## Materiais de construção

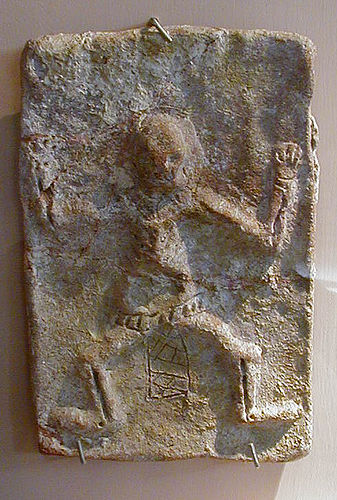
Tijolo de Comalcalco.

Um aspecto surpreendente das grandes estruturas maias é a carência de muitas das tecnologias avançadas que poderiam parecer necessárias a tais construções. Não há notícia do uso de ferramentas de metal, polias ou veículos com rodas. A construção maia requeria um elemento com abundância, muita força humana, embora contasse com abundância dos materiais restantes, facilmente disponíveis.
Toda a pedra usada nas construções maias parece ter sido extraída de pedreiras locais; com maior frequência era usada pedra calcária, que, ainda que extraída e exposta, permanecia adequada para ser trabalhada e polida com ferramentas de pedra, só endurecendo muito tempo depois.
Além do uso estrutural de pedra calcária, esta era usada em argamassas feitas do calcário queimado e moído, com propriedades muito semelhantes às do atual cimento, geralmente usada para revestimentos, tetos , acabamentos e para unir as pedras apesar de, com o passar do tempo e da melhoria do acabamento das pedras, reduzirem esta última técnica, já que as pedras passaram a se encaixar quase perfeitamente. Ainda assim o uso da argamassa permaneceu crucial em alguns tetos de postes e vergas sobre portas e janelas (dintel).
Quando se tratava das casas comuns, os materiais mais usados eram as estruturas de madeira, adobe nas paredes e cobertura de palha, embora tenham sido descobertas casas comuns feitas de pedra calcária, se não total mas parcialmente. Embora não muito comum, na cidade de Comalcalco, foram encontrados ladrilhos de barro cozido, possivelmente solução encontrada para o acabamento em virtude da falta de depósitos substanciais de boa pedra.

## Processo de construção

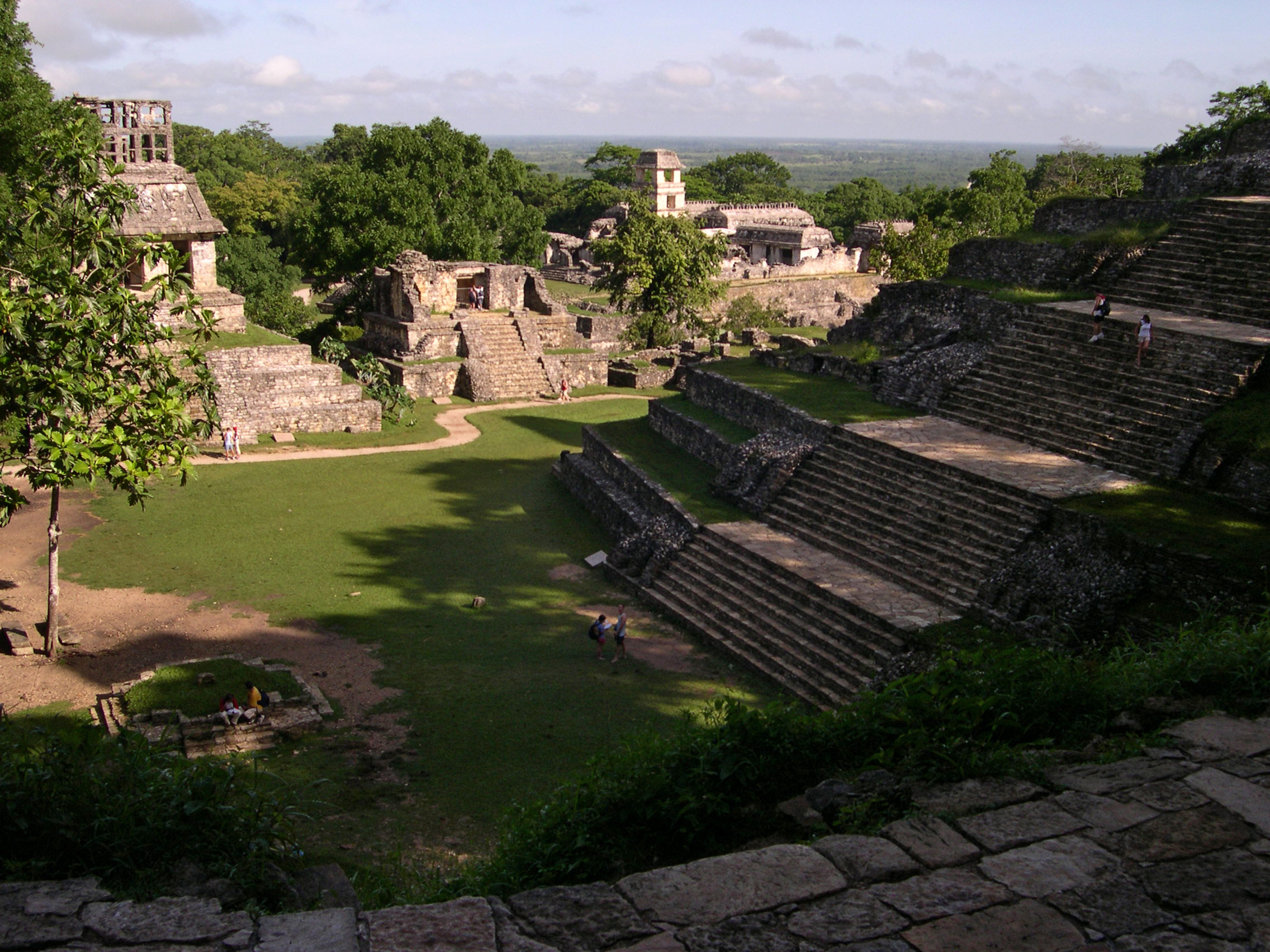
Ruínas de Palenque

Todas as evidências parecem sugerir que a maioria dos edifícios foi construída sobre plataformas aterradas cuja altura variava de menos de um metro, no caso de terraços e estruturas menores, a até quarenta e cinco metros, no caso de grandes templos e pirâmides. Uma trama inclinada de pedras partia das plataformas em pelo menos um dos lados, contribuindo para a aparência bi-simétrica comum à arquitetura maia. Dependendo das tendências estilísticas que prevaleciam na área e época, estas plataformas eram construídas de um corte e um aterro de entulhos densamente compactado. Como no caso de muitas outras estruturas, os relevos maias que os adornavam, quase sempre se relacionavam com o propósito da estrutura a que se destinavam. Depois de terminadas, as grandes residências e os templos eram construídos sobre as plataformas. Em tais construções, sempre erguidas sobre tais plataformas, é evidente o privilégio dado ao aspecto estético exterior em contra-ponto à pouca atenção à utilidade e funcionalidade do interior.

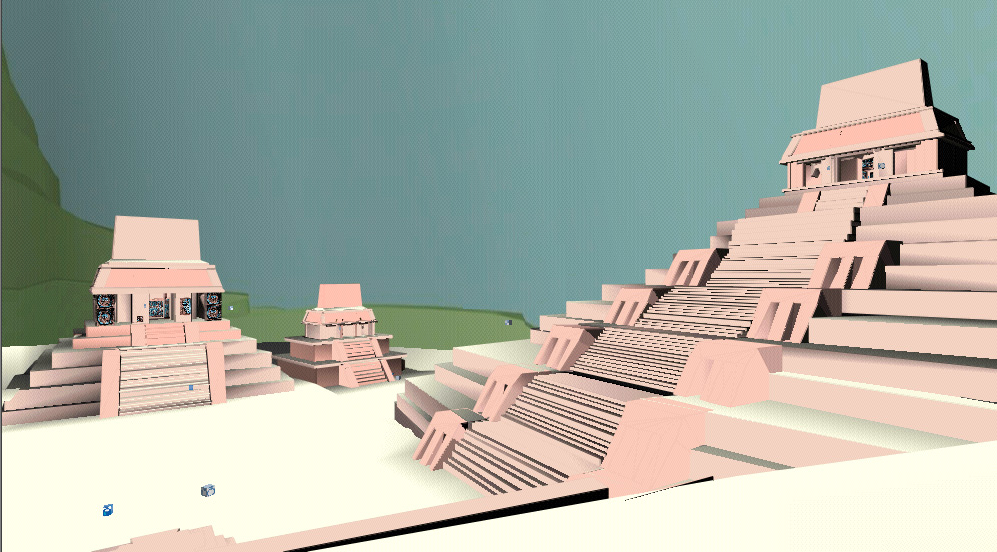
Imagem 3D do grupo de templos de Palenque ao qual se integra o Templo da Cruz

Parece haver um certo aspecto repetitivo quanto aos vãos das construções nos quais os arcos (como curvas) são raros, mas frequentemente retos, angulados ou imbricados, tentando mais reproduzir a aparência de uma cabana maia, do que efetivamente incrementar o espaço interior. Como eram necessárias grossas paredes para sustentar o teto, alguns edifícios das épocas mais posteriores utilizaram arcos repetidos ou uma abóbada arqueada para construir o que os maias denominavam pinbal, ou saunas, como a do Templo da Cruz em Palenque. Ainda que completadas as estruturas, a elas iam-se anexando extensos trabalhos de relevo ou pelo menos reboco para aplainar quaisquer imperfeições. Muitas vezes sob tais rebocos foram encontrados outros trabalhos de entalhes e dintéis e até mesmo pedras de fachadas. Comumente a decoração com faixas de relevos era feita em redor de toda a estrutura, provendo uma grande variedade de obras de arte relativas aos habitantes ou ao propósito do edifício. Nos interiores, e notadamente em certo período, foi comum o uso de revestimentos em reboco primorosamente pintados com cenas do uso cotidiano ou cerimonial.
Há sugestão de que as reconstruções e remodelações ocorriam em virtude do encerramento de um ciclo completo do calendário maia de conta larga, de 52 anos. Atualmente, pensa-se que as reconstruções eram mais instigadas por razões políticas do que pelo encerramento do ciclo do calendário, já que teria havido coincidência com a data da assunção de novos governantes.
Não obstante, o processo de reconstrução em cima de estruturas velhas é uma prática comum. Notavelmente, a acrópole de Tikal, parece ser a síntese de um total de 1 500 anos de modificações arquitetônicas.
Construções notáveis
- Plataformas cerimoniais

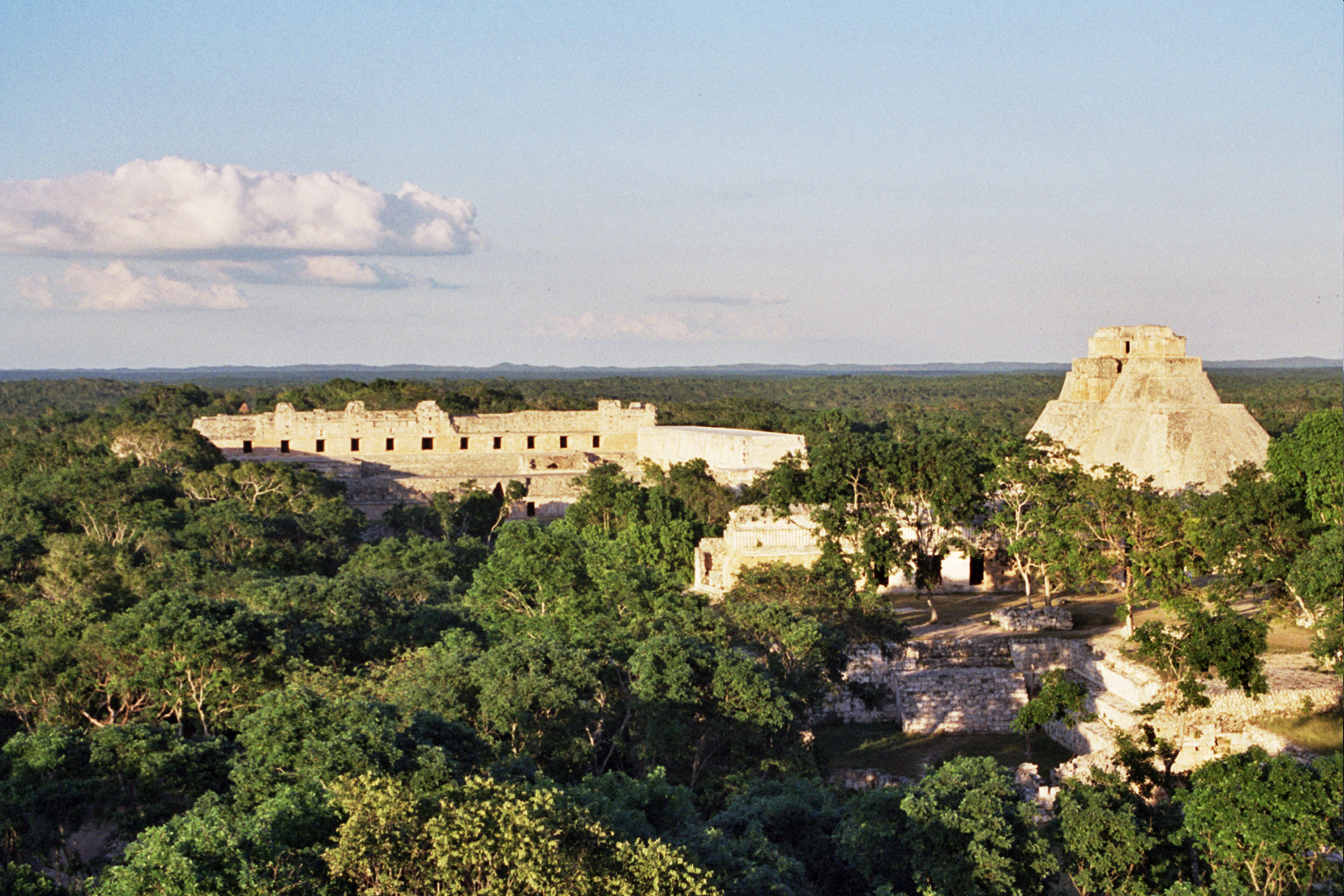
Ruínas de construções maias no México.

Estas eram comumente plataformas de pedra calcária com muros de menos de quatro metros de altura onde se realizavam cerimônias públicas e ritos religiosos. Construídas nas grandes plataformas, eram ao menos realçadas com figuras talhadas em pedra e às vezes tzompantli ou uma estaca usada para exibir as cabeças das vítimas geralmente os derrotados nos jogos de bola mesoamericanos.
- Palácios

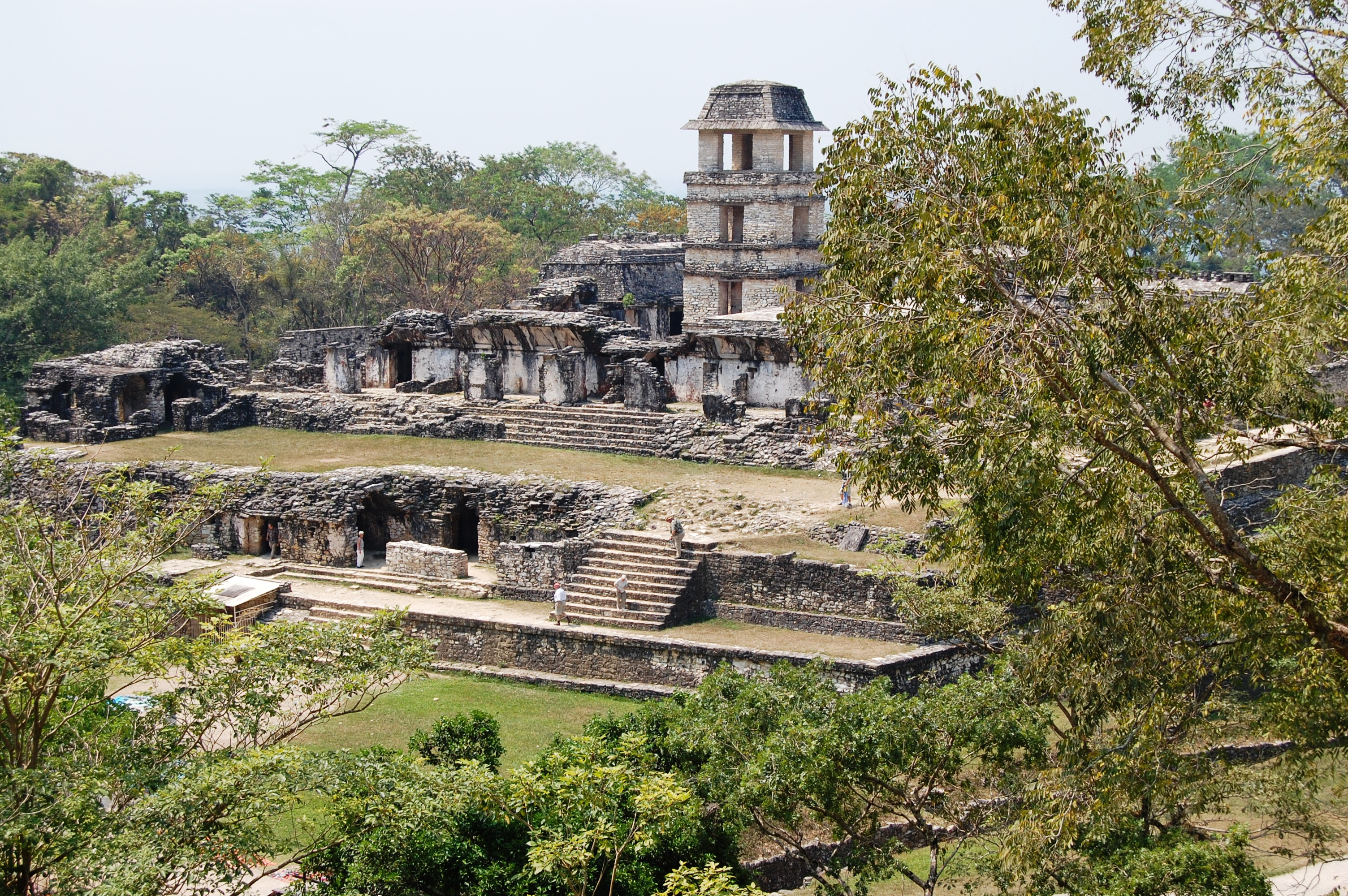
Palácio de Palenque

Grandes e geralmente muito decorados, os palácios geralmente ficavam próximos do centro das cidades e hospedavam a elite da população. Qualquer palácio real grande ou ao menos que tivesse várias câmaras ou erguido em vários níveis, tem sido chamado de acrópole. Tais construções consistiam de várias pequenas câmaras ou pelo menos um pátio interno, parecendo propositadas a servirem de residência a uma pessoa ou pequeno grupo familiar decorada como tal.
Os arqueólogos parecem estar de acordo em que muitos palácios são também o lugar de muitas tumbas mortuárias. Em Copán, debaixo de 400 anos de remodelações posteriores, se descobriu a tumba de um de seus antigos governantes e a acrópole de Tikal parece ter sido o lugar de vários sepultamentos do final do período pré-clássico e início do clássico.
Existe, no entanto, alguns arqueólogos que afirmam serem os palácios locais não muito prováveis para a morada da elite governante, uma vez que tais moradas mostram-se demasiadamente infestadas de morcegos e um tanto quanto desconfortáveis; sugerindo - assim - ser um espécie de mosteiro ou quartéis para as comunidades sacerdotais. Nessa linha de pensamento, contudo, caímos em uma outra rua sem saída: não existem comprovações da existência de ordens eclesiásticas ou monásticas nos tempos clássicos. Concluir, portanto, que fossem moradas das classes governamentais - neste contexto - é a solução mais viável; o que não impede a existência de diversas teorias sobre a origem e a função de tais palácios e templos.
- Grupos E

Os estudiosos têm denominado de "Grupo E" à frequentemente encontrada formação de três pequenas construções, sempre situadas a oeste das cidades, tratando-se de um intrigante mistério a sua recorrência.
Estas construções sempre incluem pelo menos uma pequena pirâmide-templo a oeste da praça principal que tem sido aceita como observatório devido ao seu preciso posicionamento em relação ao Sol, quando observado da pirâmide principal nos solstícios e equinócios. Outras teses sugerem que sua localização reproduz ou pelo menos se relaciona com a história da criação do universo segundo a mitologia maia, posto que vários de seus adornos a ela, frequentemente, se referem.
- Pirâmides e templos

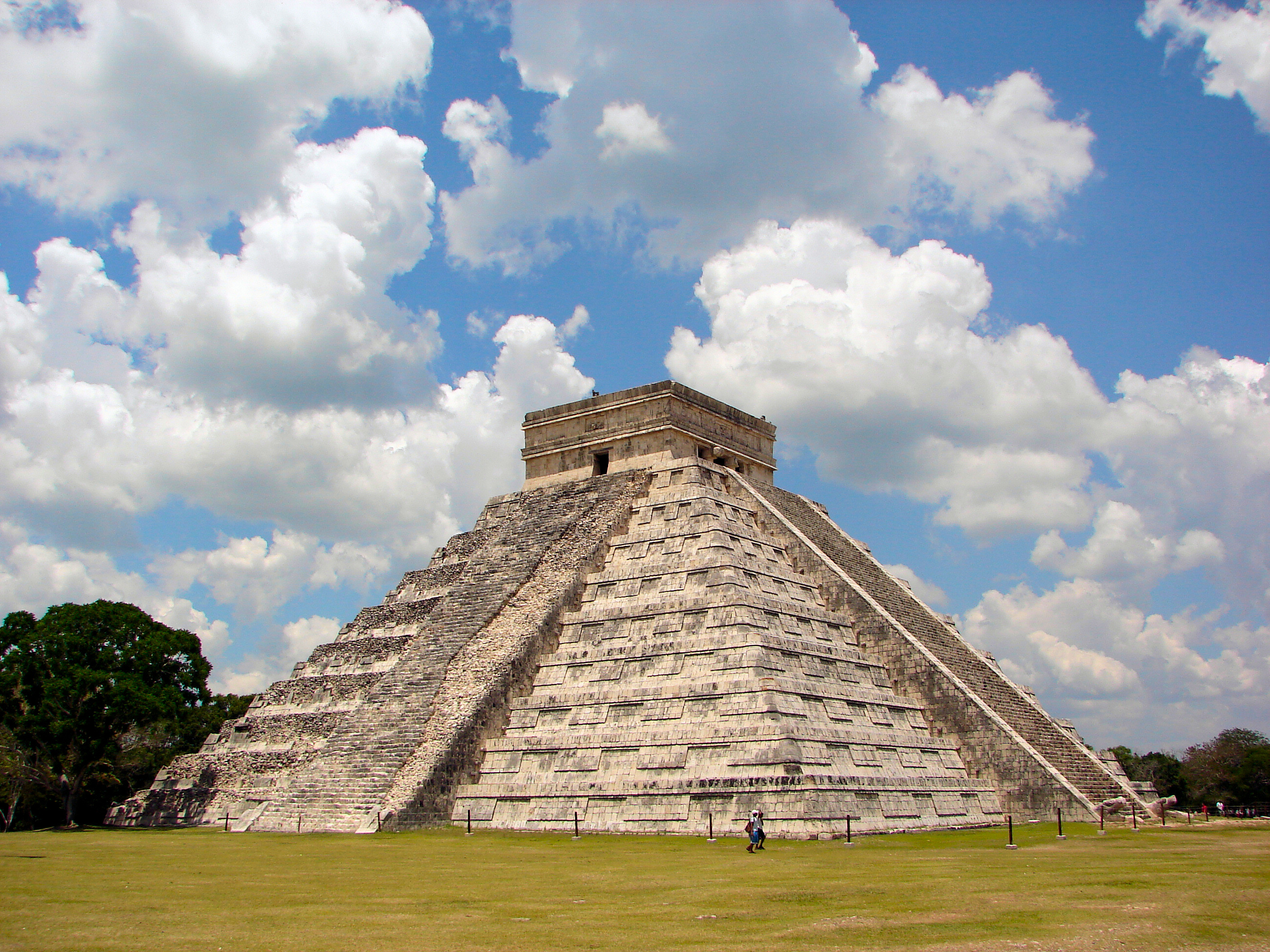
Pirâmide de Kukulcán, em Chichén Itzá

Com frequência os templos religiosos mais importantes se encontravam em cima das pirâmides maias, supostamente por ser o lugar mais perto do céu. Embora recentes descobertas apontem para o uso extensivo de pirâmides como tumbas, os templos raramente parecem ter contido sepulturas. A falta de câmaras funerárias indica que o propósito de tais pirâmides não é servir como tumbas e se as encerram isto é incidental.
Pelas íngremes escadarias, se permitia aos sacerdotes e oficiantes o acesso ao cume da pirâmide onde havia três pequenas câmaras com propósitos rituais. Os templos sobre as pirâmides, a mais de 70 metros de altura, como em El Mirador, de onde se descortinava o horizonte ao longe, constituíram estruturas impressionantes e espetaculares, ricamente decoradas. Comumente possuíam uma crista sobre o teto, ou um grande muro que, teorizam, poderia ter servido para a escrita de sinais rituais para serem vistos por todos.
Como eram ocasionalmente as únicas estruturas que excediam a altura da selva, as cristas sobre os templos eram minuciosamente talhadas com representações dos governantes que se podiam ver de grandes distâncias. Debaixo dos orgulhosos templos estavam as pirâmides que eram, em última instância, uma série de plataformas divididas por escadarias empinadas que davam acesso ao templo.
- Observatórios astronômicos

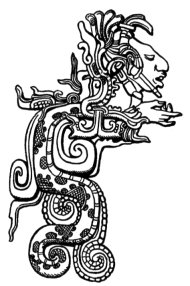
Kukulkán é o nome maia de Quetzalcóatl, aqui desenhado a partir de um baixo-relevo de Yaxchilan

Os maias foram excepcionais astrônomos e mapearam as fases e cursos de diversos corpos celestes, especialmente da Lua e de Vênus.
Muitos de seus templos tinham janelas e miras demarcatórias (e provavelmente outros aparatos) para acompanhar e medir o progresso das rotas dos objetos observados. Templos arredondados, quase sempre relacionados com Kukulcán, são talvez os mais descritos como observatórios pelos mais modernos guias turísticos de ruínas, mas não há evidências que o seu uso tinha exclusivamente esta finalidade.
Em vários templos sobre pirâmides foram encontradas marcações de miras que indicam que observações astronômicas também foram feitas dali.
- Campos de jogo de bola

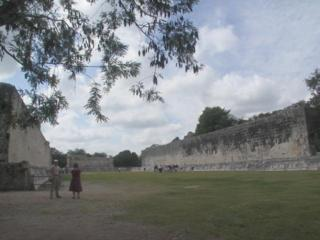
Grande estádio em Chichén Itzá

Um aspecto do estilo de vida mesoamericano é o seu jogo de bola ritual e seus campos ou estádios, que foram construídos por todo o império maia em grande escala.
Estes estádios normalmente situavam-se nos centros das cidades. Tratava-se de espaços amplos entre duas laterais de plataformas ou rampas escalonadas paralelas, em forma de "I" maiúsculo direcionado para uma plataforma cerimonial ou templo menor. Tais campos foram encontrados na maioria das cidades maias, exceto nas menores.

## Imagens

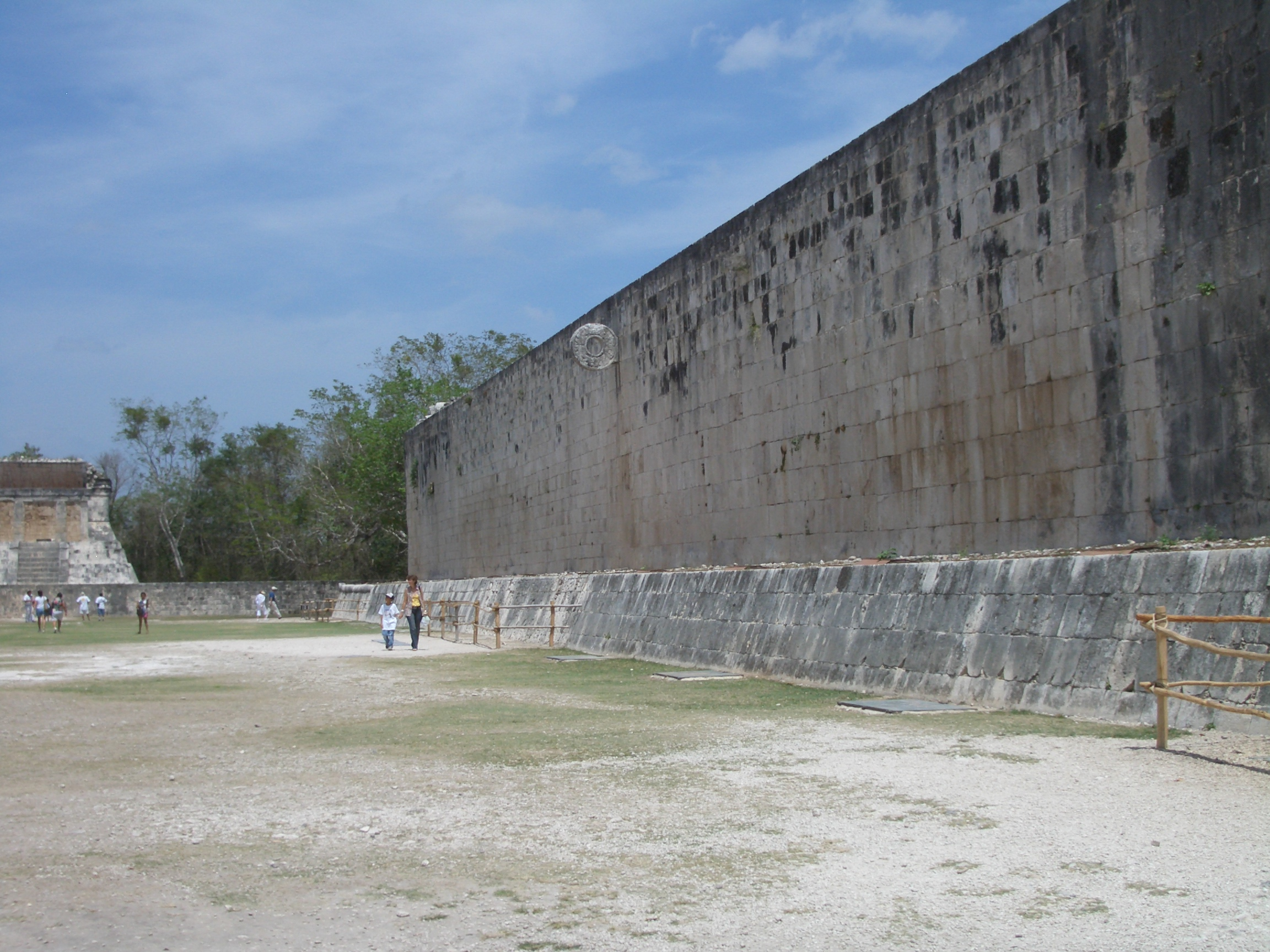
Estádio de Chichen Itza
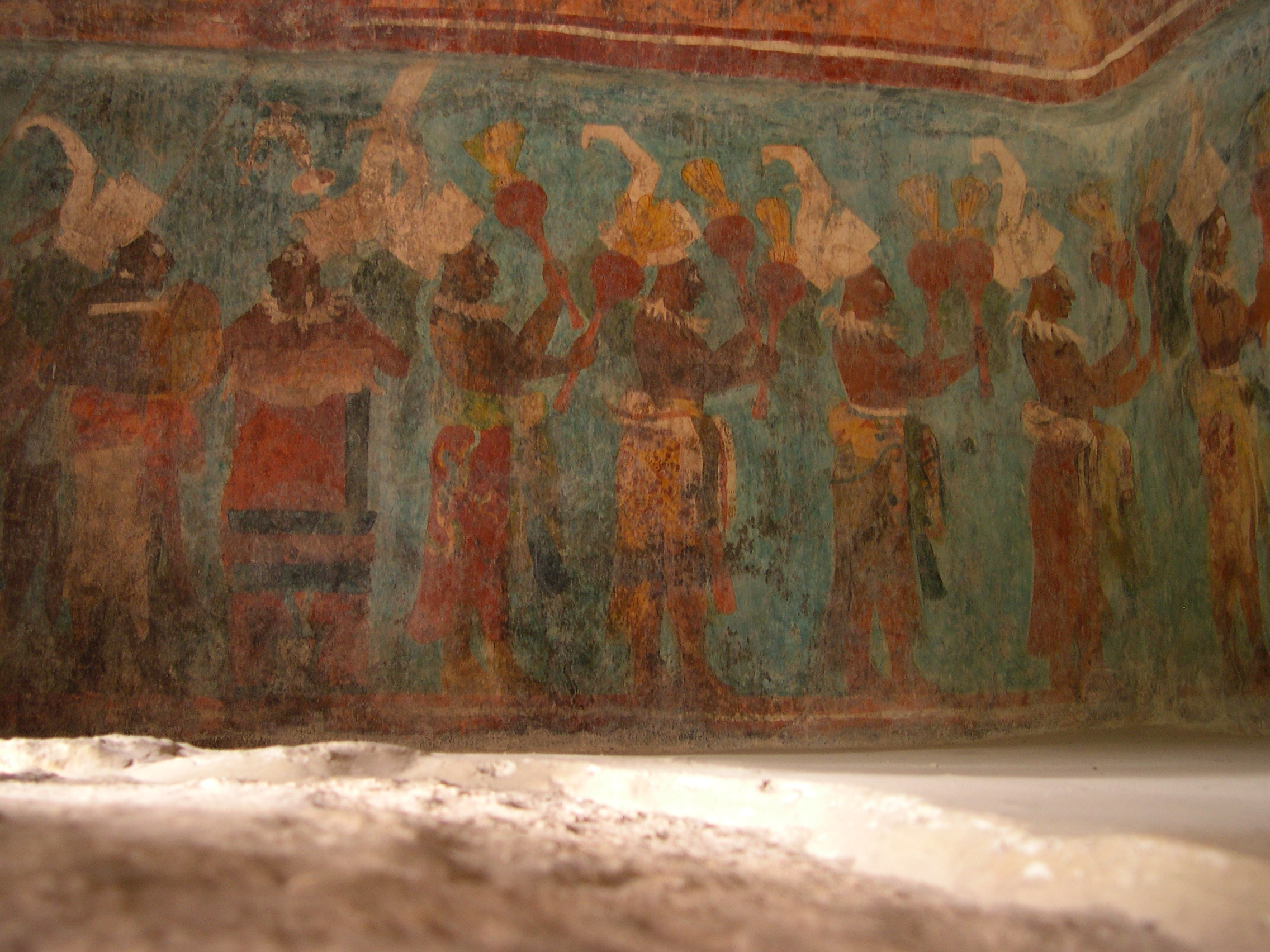
Pintura Bonampak
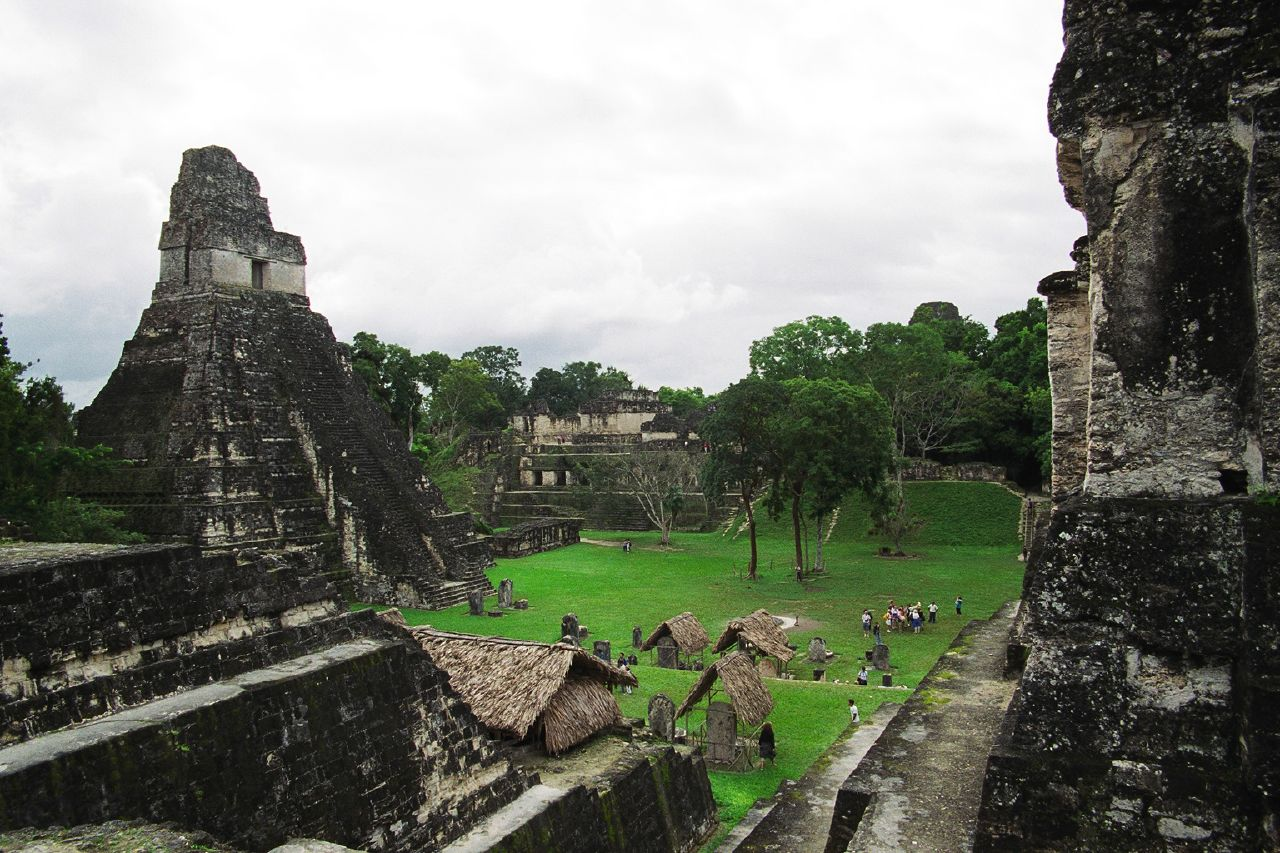
Templo Grande Jaguar em Tikal
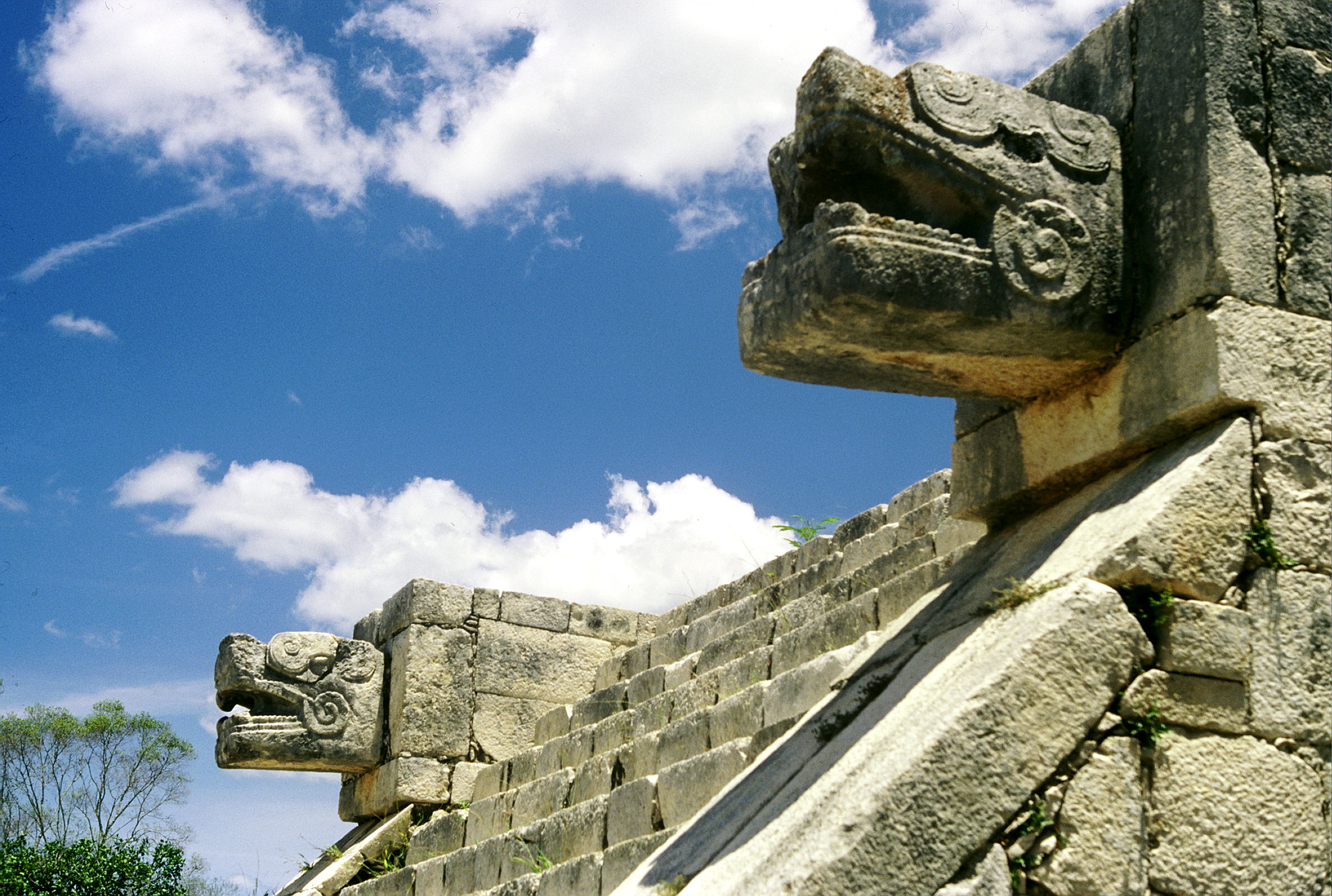
Templo dos Guerreiros
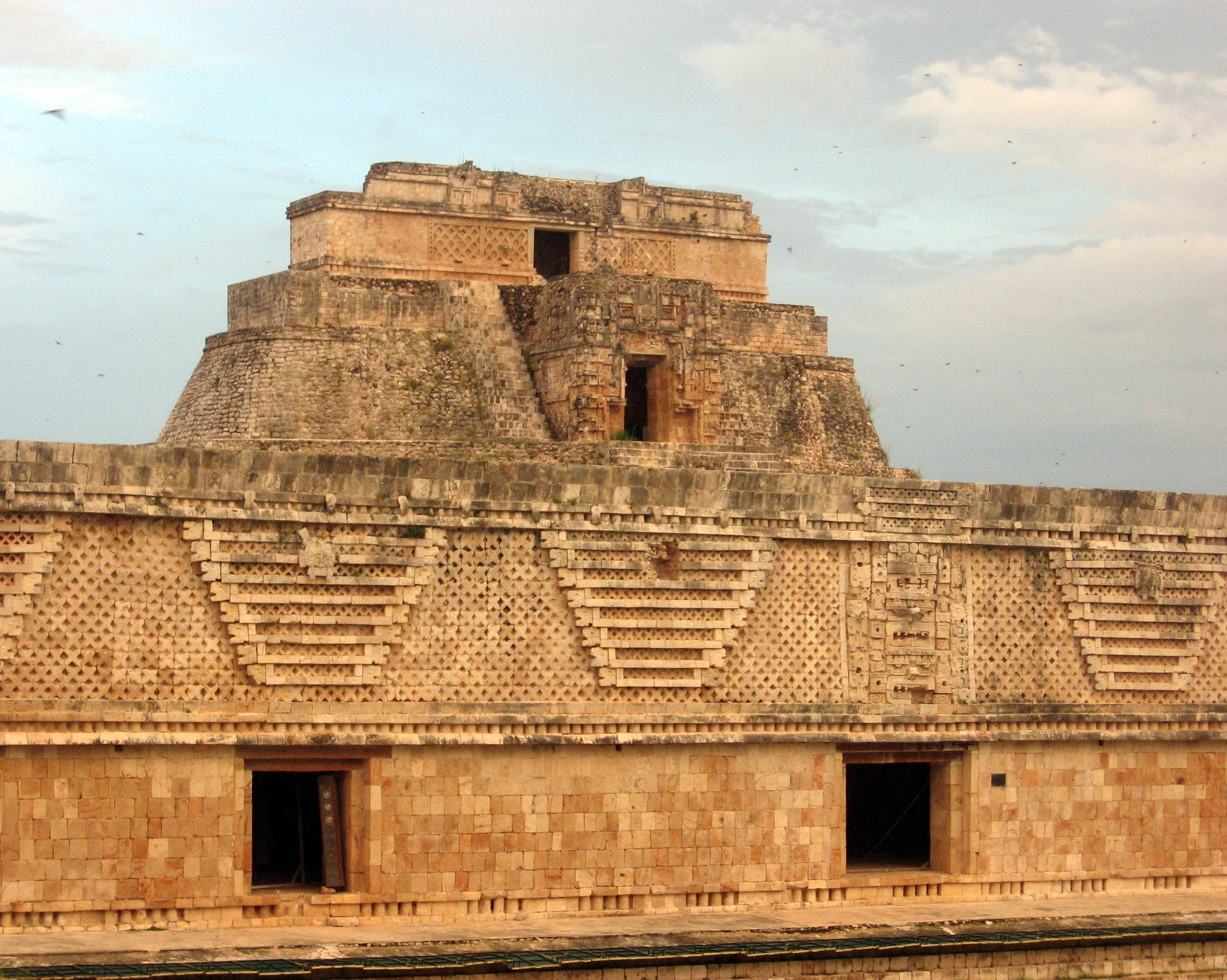
Uxmal

### Bibliográficas
- Hansen, Richard D., Continuity and Disjunction:The Pre-Classic Antecedents of Classic Maya Architecture. University of California, Los Angeles[ligação inativa]
- Houston, Stephen D. (ed.), Function and Meaning in Classic Maya Architecture. Dumbarton Oaks 1998.
- Martin, Simon, and Mary Miller, Courtly Art of the Ancient Maya. New York: Thames & Hudson, 2004.